# Ragnar Hyltén-Cavallius
Ragnar Gösta Hyltén-Cavallius, född 27 november 1885 i Stockholm, död där 15 november 1970, var en svensk manusförfattare, regissör och skådespelare. 

## Biografi
Efter studentexamen vid Nyköpings högre allmänna läroverk 1903 började han studera juridik vid Uppsala universitet. Som medlem i Södermanland-Nerikes nation medverkade han i många studentspex.
Hyltén-Cavallius blev 1909 juris kandidat, och arbetade sedan några år på en advokatbyrå i Stockholm. Han lämnade dock advokatyrket, och verkade därefter 1916–1920 som skådespelare och regissör vid Svenska Teatern i Helsingfors. Åren 1922–1923 var han regissör vid Stadsteatern i Helsingfors, och 1928–1952 vid Kungliga Operan i Stockholm. Från 1920 verkade han även som manusförfattare vid Svensk Filmindustri. Han var lärare vid Operahögskolan och Musikhögskolan 1931–1956.
Hyltén-Cavallius var son till Carl Hyltén-Cavallius och sonson till Gunnar Olof Hyltén-Cavallius.
Ragnar Hyltén-Cavallius är begravd på Norra begravningsplatsen utanför Stockholm.

## Filmografi
Manus
- 1921 – De landsflyktige
- 1921 – Vallfarten till Kevlaar
- 1922 – Det omringade huset
- 1923 – Hemslavinnor
- 1924 – Gösta Berlings saga
- 1925 – Ingmarsarvet
- 1926 – Flickorna Gyurkovics
- 1926 – Hon, den enda
- 1926 – Ebberöds bank
- 1927 – Ungdom
- 1930 – Charlotte Löwensköld
- 1930 – Fridas visor
- 1931 – En natt
- 1932 – Svarta rosor
- 1934 – Sången om den eldröda blomman
- 1935 – Äktenskapsleken
- 1938 – Vingar kring fyren
- 1939 – Vi två
- 1939 – Hennes lilla Majestät
- 1940 – Juninatten
- 1940 – Familjen Björck
- 1944 – Vändkorset
- 1946 – Klockorna i Gamla Sta'n

Regi
- 1926 – Flickorna Gyurkovics
- 1927 – Ungdom
- 1928 – Hans Kungl. Höghet shinglar
- 1935 – Äktenskapsleken
- 1936 – Kungen kommer
- 1938 – Vingar kring fyren
- 1946 – Klockorna i Gamla Sta'n

Roller
- 1920 – Carolina Rediviva
- 1921 – Vallfarten till Kevlaar
- 1952 – Eldfågeln
- 1962 – Fåfängans marknad

## Teater

### Roller
| År   | Roll                                           | Produktion                                                                           | Regi                    | Teater                       |
| ---- | ---------------------------------------------- | ------------------------------------------------------------------------------------ | ----------------------- | ---------------------------- |
| 1916 | Kung Heribert VII, förklädd som greve Estragon | Violinkungen (Der Zigeunerprimas) Emmerich Kálmán, Fritz Grünbaum och Julius Wilhelm | Arthur Rehn             | Svenska Teatern, Helsingfors |
| 1922 | Ejbæk                                          | Äventyr på fotvandringen Jens Christian Hostrup                                      | Ragnar Hyltén-Cavallius | Helsingborgs stadsteater     |
| 1922 | Victor                                         | Hotellråttan Paul Armont och Marcel Gerbidon                                         | Rudolf Wendbladh        | Helsingborgs stadsteater     |
| 1922 | Fahlén                                         | Gurli Henrik Christiernsson                                                          | Ragnar Hyltén-Cavallius | Helsingborgs stadsteater     |
| 1923 | Kapten Ståhl                                   | Hattmakarens bal Hjalmar Peters                                                      | Ragnar Hyltén-Cavallius | Helsingborgs stadsteater     |
| 1923 | Greve von Asterberg                            | Gamla Heidelberg Wilhelm Meyer-Förster                                               | Ragnar Hyltén-Cavallius | Helsingborgs stadsteater     |

### Regi
| År   | Produktion                                          | Upphovsmän                                                         | Teater                   |
| ---- | --------------------------------------------------- | ------------------------------------------------------------------ | ------------------------ |
| 1922 | Sockenskomakarna Nummisuutarit                      | Aleksis Kivi                                                       | Dramaten                 |
| 1922 | När det unga vinet blommar Når den ny vin blomstrer | Bjørnstjerne Bjørnson                                              | Helsingborgs stadsteater |
| 1922 | Mrs Taradines inkvartering Billeted                 | F. Tennyson Jesse och H. M. Harwood                                | Helsingborgs stadsteater |
| 1922 | Äventyr på fotvandringen Eventyr paa Fodrejsen      | Jens Christian Hostrup                                             | Helsingborgs stadsteater |
| 1922 | Pygmalion                                           | George Bernard Shaw Översättning Hugo Vallentin                    | Helsingborgs stadsteater |
| 1922 | Älskog Liebelei                                     | Arthur Schnitzler                                                  | Helsingborgs stadsteater |
| 1922 | Gurli                                               | Henrik Christiernsson                                              | Helsingborgs stadsteater |
| 1923 | Hattmakarens bal                                    | Hjalmar Peters                                                     | Helsingborgs stadsteater |
| 1923 | Socorros inackorderingar El padrón municipal        | Miguel Ramos Carrión och Vital Aza Bearbetning Karl August Hagberg | Helsingborgs stadsteater |
| 1923 | Gamla Heidelberg Alt-Heidelberg                     | Wilhelm Meyer-Förster                                              | Helsingborgs stadsteater |
| 1923 | Komprometterad The Ruined Lady                      | Frances Nordstrom Översättning Ragnar Widestedt                    | Helsingborgs stadsteater |
| 1931 | Mozart                                              | Sacha Guitry Översättning Guido Valentin                           | Oscarsteatern            |
| 1954 | Violen från Montmartre Das Veilchen vom Montmartre  | Emmerich Kálmán, Julius Brammer och Alfred Grünwald                | Folkan                   |